# 灰连雀

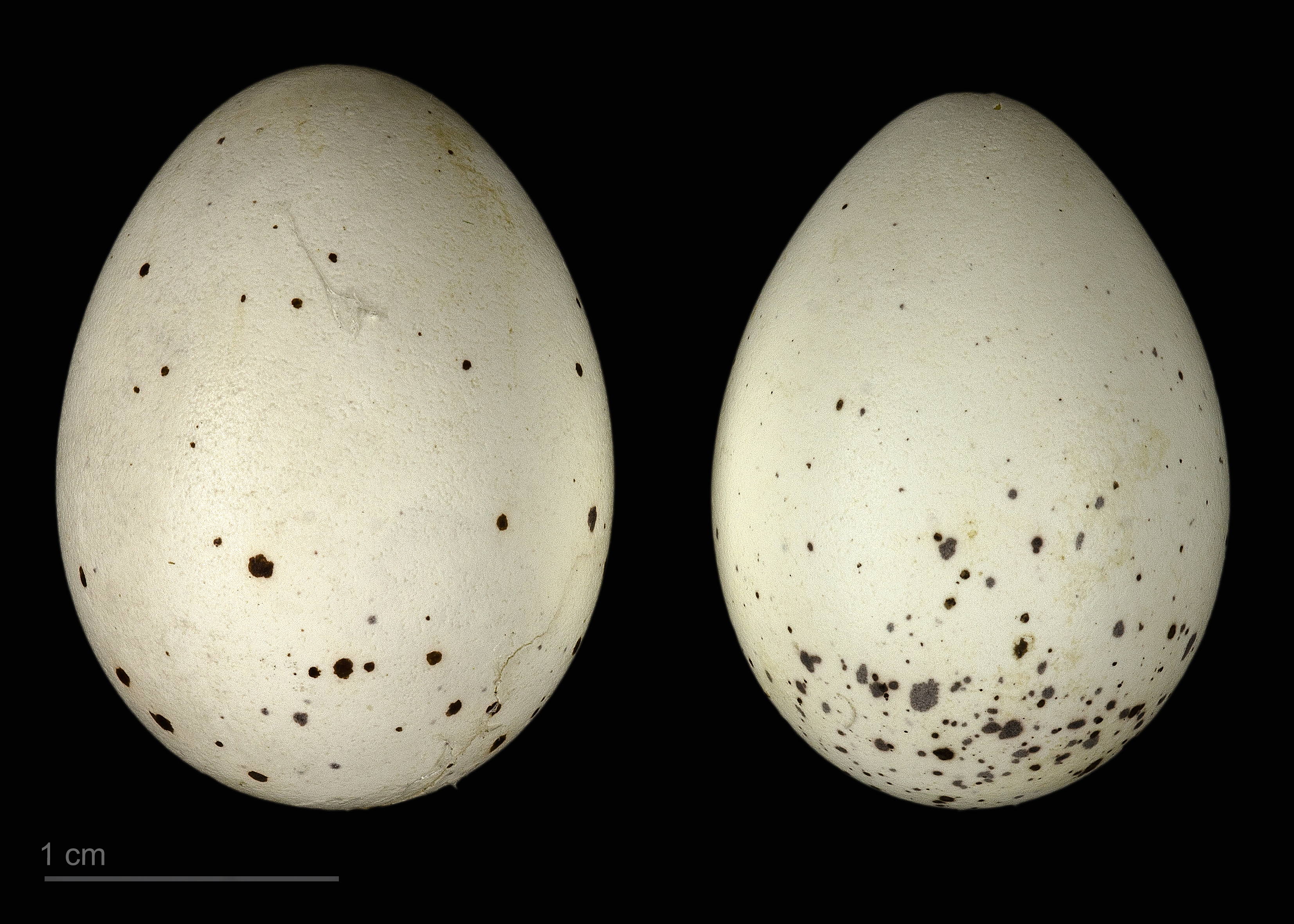
卵 Hypocolius ampelinus

灰连雀（学名：Hypocolius ampelinus），是雀形目连雀科的一种鸟类。
灰连雀体重约53.3克，翼长约99.6毫米，嘴峰长约18.1毫米，喙宽度约5.5毫米，喙厚度约5.9毫米，跗蹠长约23毫米，尾长约110毫米。灰连雀是部分迁徙的鸟类，其栖息在半开放的中等高度的林地中，灰连雀是草食性鸟类，主要以水果为食。
灰连雀分布于伊拉克底格里斯-幼发拉底河谷至土库曼斯坦；冬季迁徙至沙特阿拉伯等地。该物种是单型物种，没有亚种分化。